# Cojocna
Cojocna (in ungherese Kolozs o Kolozsakna, in tedesco Grossthoren) è un comune della Romania di 4429 abitanti, ubicato nel distretto di Cluj, nella regione storica della Transilvania.
Il comune è formato dall'unione di 8 villaggi: Boj-Cătun, Boju, Cara, Cojocna, Huci, Iuriu de Câmpie, Moriști, Straja.
Dal 2008 è parte integrante della Zona metropolitana di Cluj Napoca